# Armin Wurm
Armin Wurm (* 11. Juni 1989 in Füssen) ist ein ehemaliger deutscher Eishockeyspieler, der im Verlauf seiner aktiven Karriere zwischen 2007 und 2024 unter anderem 685 Spiele für die Grizzlys Wolfsburg in der Deutschen Eishockey Liga (DEL) auf der Position des Verteidigers bestritten hat. Mit den Wolfsburgern wurde Wurm insgesamt viermal Vizemeister.

## Karriere
Armin Wurm begann seine Karriere als Eishockeyspieler in seiner Heimatstadt im Nachwuchsbereich des EV Füssen, für dessen Profimannschaft er in der Saison 2008/09 in der drittklassigen Oberliga Süd in insgesamt 56 Spielen 28 Scorerpunkte, darunter sieben Tore, erzielte. Sein Debüt hatte er im Verlauf der Spielzeit 2006/07 als 17-Jähriger gefeiert.
Für das Spieljahr 2009/10 erhielt der Verteidiger einen Vertrag bei den Grizzly Adams Wolfsburg aus der Deutschen Eishockey Liga (DEL), für die er in derselben Saison sein Ligadebüt gab. Parallel lief er in seiner DEL-Rookiesaison auch für die Eispiraten Crimmitschau in der 2. Bundesliga in acht Spielen auf. Ab der Spielzeit 2010/11 stand er ausschließlich für Wolfsburg in der DEL auf dem Eis und wurde mit dem Team in den Jahren 2011, 2016, 2017 sowie 2021 jeweils Vizemeister. Nach dem Playoff-Aus im Viertelfinale gegen den amtierenden Meister EHC Red Bull München in der Spielzeit 2023/24 beendete Wurm seine Karriere im Alter von 34 Jahren.

### International
Für Deutschland nahm Wurm an der U20-Junioren-Weltmeisterschaft 2009 teil, bei der er mit seiner Mannschaft den neunten und somit vorletzten Platz belegte und in die Division I abstieg. In der A-Nationalmannschaft debütierte der Verteidiger im Verlauf der Saison 2013/14.

## Erfolge und Auszeichnungen
- 2011 Deutscher Vizemeister mit den Grizzly Adams Wolfsburg
- 2016 Deutscher Vizemeister mit den Grizzlys Wolfsburg
- 2017 Deutscher Vizemeister mit den Grizzlys Wolfsburg
- 2021 Deutscher Vizemeister mit den Grizzlys Wolfsburg

## Karrierestatistik

### International
Vertrat Deutschland bei:
- U20-Junioren-Weltmeisterschaft 2009

(Legende zur Spielerstatistik: Sp oder GP = absolvierte Spiele; T oder G = erzielte Tore; V oder A = erzielte Assists; Pkt oder Pts = erzielte Scorerpunkte; SM oder PIM = erhaltene Strafminuten; +/− = Plus/Minus-Bilanz; PP = erzielte Überzahltore; SH = erzielte Unterzahltore; GW = erzielte Siegtore; 1 Play-downs/Relegation; Kursiv: Statistik nicht vollständig)